# アルノルト・レンネベック
アルノルト・レンネベック（Arnold Rönnebeck、1885年5月8日 - 1947年11月14日）はドイツ生まれで後にアメリカ合衆国に帰化した芸術家(画家、版画家、彫刻家)で、20世紀初頭のアメリカおよびヨーロッパの前衛芸術運動を推進した一人に数えられる。

## 略歴
ラインラント＝プファルツ州のナッサウに生まれた。父親は建築家でレンネベックが建築家になることを望んだ。ベルリンとミュンヘンの美術学校で学び、彫刻に進もうと決め、1908年にパリにでた。パリで、彫刻家のアリスティド・マイヨール、アントワーヌ・ブールデルに学んだ。パリでアメリカのモダニズムの画家、マースデン・ハートレーに出会い友人になり、パリやベルリンの前衛芸術家の中に入った。アメリカ人作家、ガートルード・スタインの前衛芸術家の「サロン」に招かれ、パブロ・ピカソや美術家のパトロンのマーベル・ドッジ(Mabel Dodge Luhan)、画家のチャールズ・デムスに紹介された。裕福な友人たちの胸像の依頼を受け、1914年にニューヨークのアルフレッド・スティーグリッツの画廊、「291ギャラリー」で個展を開いた。
第一次世界大戦が始まるとドイツに帰国し、兵士として戦い、2度負傷し、鉄十字章を受勲した。マースデン・ハートレーの愛人で、いとこのカール・フォン・フライブルクは戦死し、ハートレーはその死を悼む「ドイツ士官の肖像」(1914)を描いた。
1922年にニューヨークに移り、アルフレッド・スティーグリッツを中心とする前衛芸術家のグループに加わった。このグループにはアーサー・ダヴ、ジョン・マリン、ジョージア・オキーフやマースデンがいた。美術評論家、著述家としても有能で多くの記事を書いた。レンネベックが「living cubism」と表現したニューヨークの街の姿を描いた版画作品も製作した。1926年に個展を開いた。
1925年の夏に、ニューメキシコ州タオスにパトロンのマーベル・ドッジを訪れ、その後、砂漠の風景や先住民の文化がレンネベックの作品の題材となった。また画家のルイーズ・エマーソン(Louise Emerson Ronnebeck)を紹介され、ルーズと1926年に結婚した
。
新婚旅行でカルフォルニアに旅の途中で、コロラド州のデンバーの美術館で講演した時、館長になることを依頼され、1926年から1931年の間デンバー美術館の館長を務めた。先住民の芸術作品やモダニズムの作品の充実に貢献した。1932年にアメリカの市民権を得た。
1947年にデンバーで没した。

## 作品

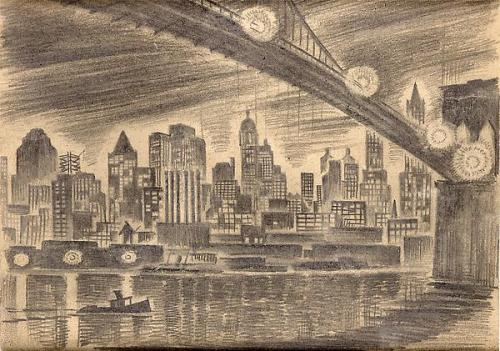
「マンハッタン」(1928)
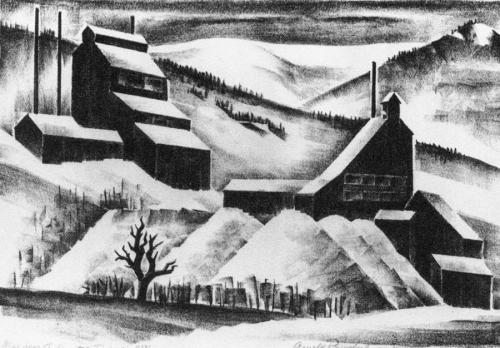
(1933)
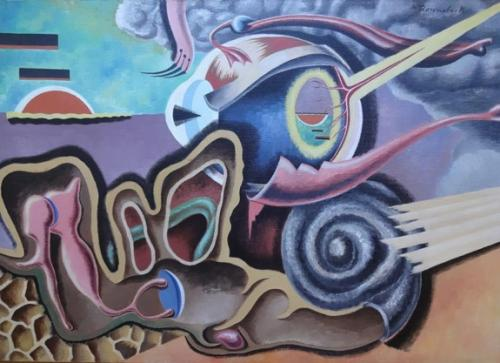
奇跡

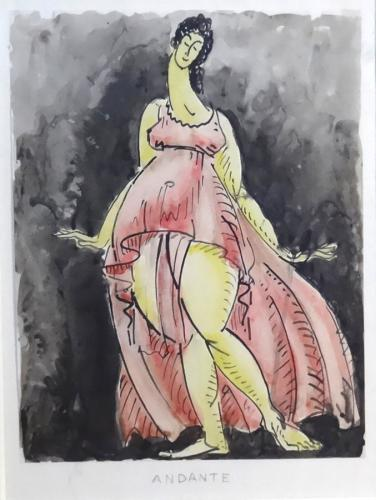
イザドラ・ダンカン (1912)
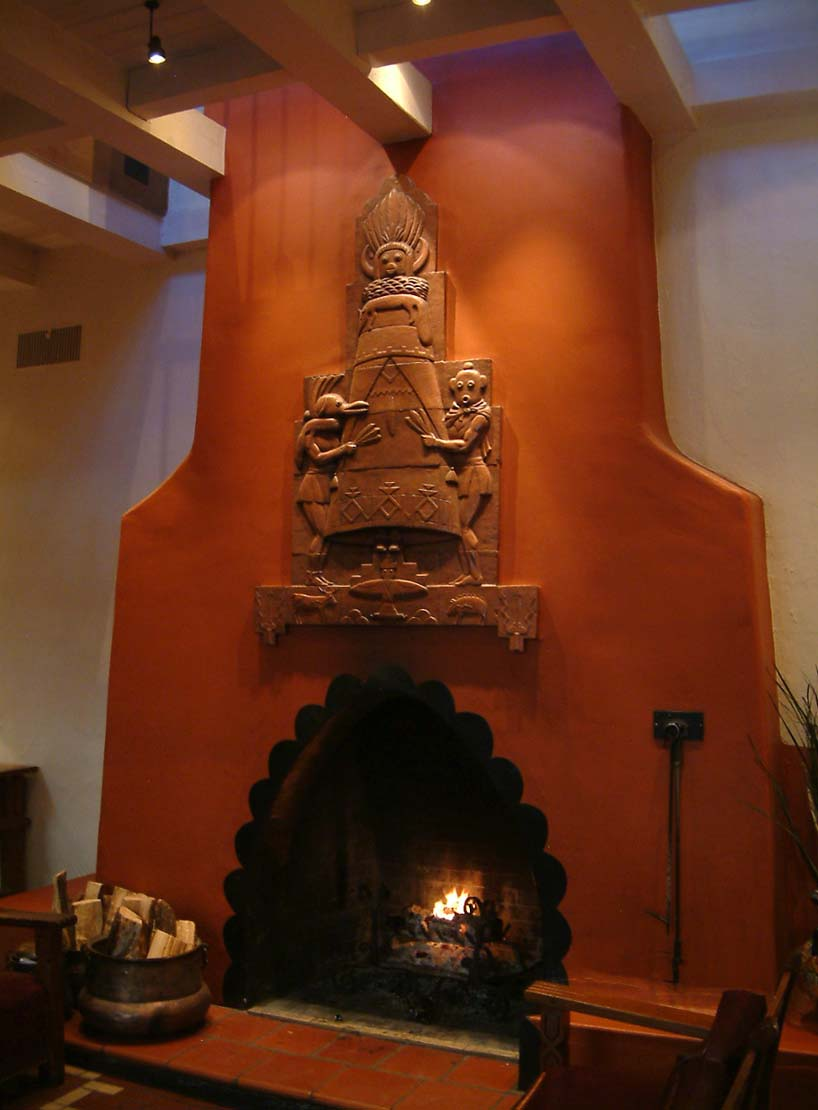
ホテルの暖炉の装飾
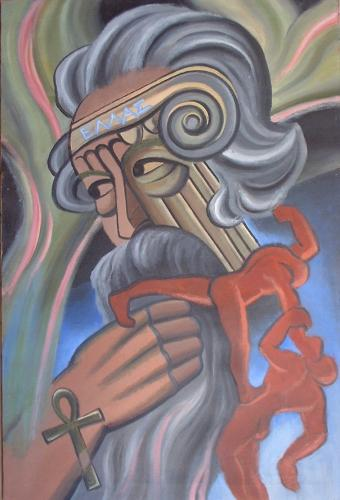
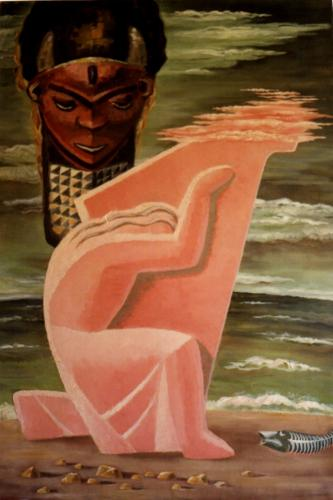
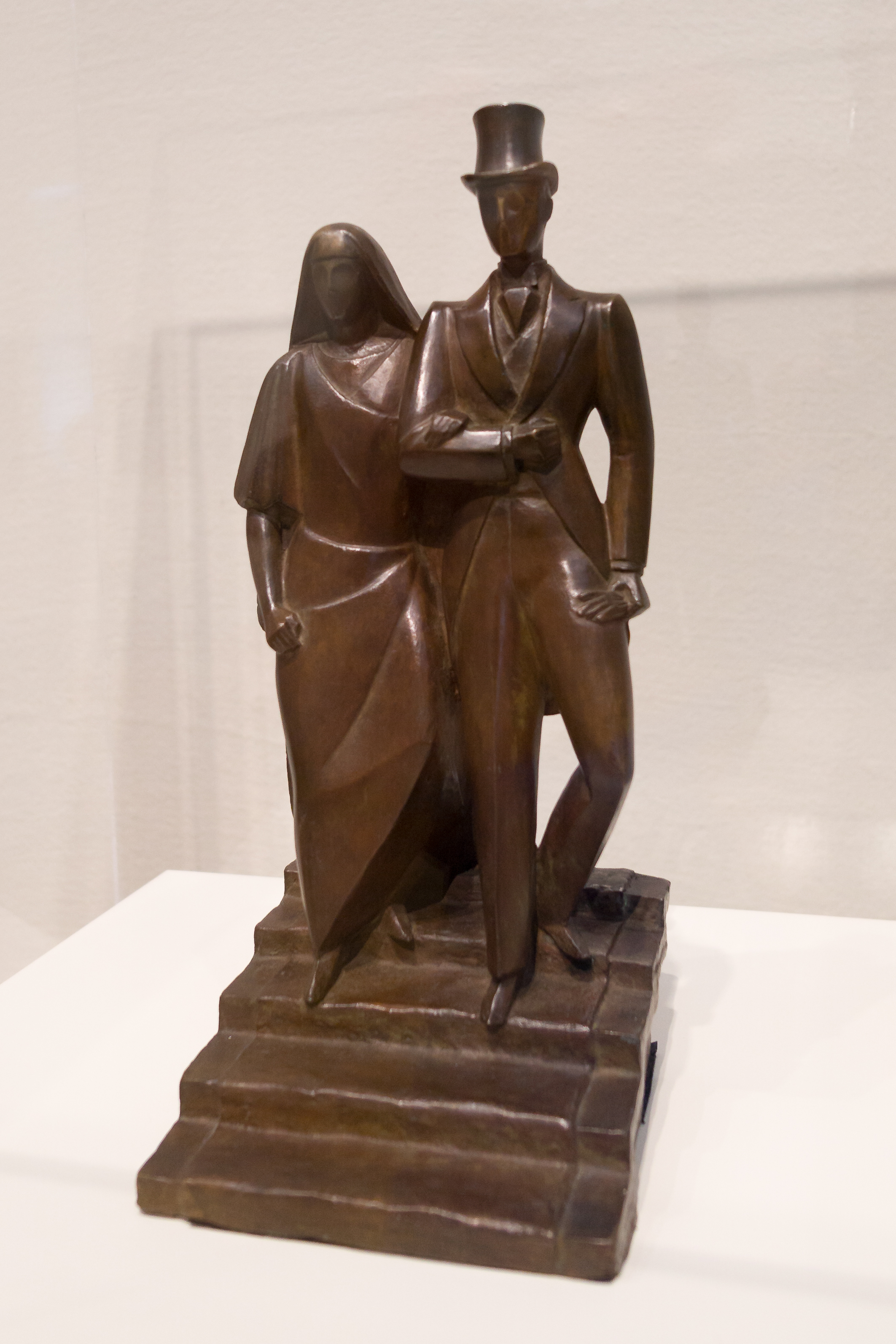
彫刻